# Emilie Hammarskjöld
Pour les articles homonymes, voir Hammarskjöld.
Emilie Augusta Kristina Hammarskjöld (née Holmberg le 6 mai 1821 et morte le 26 mars 1854) est une compositrice, chanteuse, pianiste, professeur de musique et organiste américaine d'origine suédoise. 

## Vie en Suède
Emilie Holmberg est née à Stockholm, du marchand Carl Christian Holmberg et de sa femme Emelie Hellgren.  
Elle a été prise en charge par le compositeur Eduard Brendler et son épouse Ulrica (Bouck) Brendler (1803-1841). Elle a étudié la musique avec le compositeur et professeur de musique Erik Drake (1788-1870) et le chant avec le compositeur et organiste Johan Peter Cronhamn (1803-1875). En 1836, elle publie ses premières compositions. Elle fait ses débuts en tant que chanteuse de concert et pianiste en 1838. En 1841, elle fonde son propre institut de musique à Stockholm. La même année, elle fait également un voyage d'étude à Paris avec la poète Julia Nyberg. Elle a été élue à l'Académie royale suédoise de musique le 27 mai 1841,,. 

## Immigration
En 1844, elle épouse Peder Hjalmar Hammarskjöld (1817–1861), propriétaire de la fonderie de cuivre Skultuna mässingsbruk (sv). La même année, ils émigrent aux États-Unis à cause des dettes de son mari. Emilie Hammarskjöld fait une grande tournée à travers l'Amérique et y connait un grand succès. Elle organise et donne un concert à l'Armory Hall à Washington, DC en février 1845, et reçoit une très bonne critique lors de sa performance en tant que pianiste à la Nouvelle-Orléans. Après cela, elle est employée comme organiste à Charleston, en Caroline du Sud. Elle a également fondé une société philharmonique dans la ville[réf. nécessaire].
Elle a composé sept recueils d'œuvres dont cinq sont conservés. Ils sont réalisés dans un style romantique avec des mélodies inventives.  
Emilie Hammarskjöld était mère de trois filles. Elle meurt en couches lors de la naissance de sa quatrième fille en 1854 à Charleston.